# Varaire
Varaire – miejscowość i gmina we Francji, w regionie Oksytania, w departamencie Lot.
Według danych na rok 1990 gminę zamieszkiwało 278 osób, a gęstość zaludnienia wynosiła 11 osób/km² (wśród 3020 gmin regionu Midi-Pyrénées Varaire plasuje się na 787. miejscu pod względem liczby ludności, natomiast pod względem powierzchni na miejscu 401.).